# Accipiter madagascariensis
El gavilán malgache o azor chico malgache (Accipiter madagascariensis) es una especie de ave accipitriforme de la familia Accipitridae.
Es endémica de Madagascar. Su hábitat natural son los bosques secos, bosques húmedos, bosques montanos, sabanas secas y matorrales secos.
Está amenazado por la pérdida de hábitat.
Se puede formar un superespecie con el gavilán común (A. nisus) y el gavilán papirrufo (A. rufiventris).